# Arabo Bakary
Arabo Bakary Yerima (Maroua, Región del Extremo Norte, Camerún; 20 de mayo de 1994) es un futbolista camerunés. Juega de delantero y su equipo actual es el Caracas Fútbol Club de la Primera División de Venezuela.

## Trayectoria
Sus inicios en el fútbol fueron en la "Aspire Academy Qatar" donde permaneció hasta el 2009, cuando partió rumbo a Paraguay al Club Libertad donde jugó la categoría Sub-17, donde quedaron campeones 5 veces (3 veces el apertura, 2 veces el clasusura); y también estuvo en la división reserva o Sub-20 donde participó en la Copa Libertadores Sub-20 en su edición de 2011 donde llegaron hasta la instancia de cuartos de final. Durante su estadía en Libertad jugó en 21 encuentros, 18 como titular y anotó 18 goles.

### Profesional
| Club          | País      | Año       | Partidos | Goles |
| ------------- | --------- | --------- | -------- | ----- |
| Canon Yaoundé | Camerún   | 2012-2013 |          |       |
| Fovu de Baham | Camerún   | 2013-2015 |          |       |
| ACD Lara      | Venezuela | 2015      | 6        | 2     |
| Caracas FC    | Venezuela | 2016      |          |       |